# 송원근
송원근(宋元根, 1982년 11월 26일~)은 대한민국의 배우이다. 2000년 그룹 OPPA로 연예계에 데뷔했으며 뮤지컬 배우와 드라마 연기자로 활동하고 있다.

## 학력
- 동해초등학교 졸업
- 동해중학교 졸업
- 동해상업고등학교 졸업
- 청운대학교 연극영화과

## 이력
패션잡지 유행통신의 전속 모델 1기로 활동하다 기획사의 눈에 띄어 2000년 그룹 OPPA의 2기 멤버 한글로 가수 데뷔를 했다. 이후 솔로앨범 제안을 받아 2008년 첫 개인 앨범을 내고 이불(E-BUL)이라는 예명으로 솔로가수 활동을 시작했으며, 다음해 2009년 소속사를 변경하고 예명을 런(RUN)으로 바꾸어 EP 《Face-Off》를 발표했다. 원하는 음악을 할 수 없어 가수에 회의를 가지던 중, 음악감독의 소개로 뮤지컬 《궁》 오디션에 지원해 2010년 주인공 이신 역으로 전격 발탁돼 뮤지컬 배우로 데뷔했다. 이후 2011년 뮤지컬 《렌트》를 시작으로 잇달아 뮤지컬에 캐스팅 되며 안착해 2012년 배우로 전향했다. 가수활동을 하며 원치 않게 예명을 써야만했는데 배우전향 이후 본명으로 활동하고있다.
2013년 드라마 《오로라 공주》에 출연을 하며 뮤지컬 《쓰릴 미》와 《아가씨와 건달들》공연을 병행하였고, 이후 뮤지컬 무대와 브라운관에서 활동하고 있다. 2014년부터 2015년에는 드라마 《압구정 백야》에 출연하면서 뮤지컬 《블랙메리포핀스》와 《쓰릴 미》를 공연하였다. 2015년부터 2016년에는 드라마 《내일도 승리》에 출연하여 MBC 연기 대상 연속극부문 남자 우수연기상 후보에 들었으며 뮤지컬 《쓰릴 미》와《키다리 아저씨》를 공연했다. 2017년《쓰릴 미》 10주년 공연에 참여하였고 공연활동과 연기활동을 인정받아 '2017년 도전 한국인 대상' 10인 문화예술 부분을 수상하였다.
2018년과 2019년 뮤지컬 《키다리 아저씨》와 《스토리 오브 마이 라이프》등 여러 극에 출연하였고 2020년에 뮤지컬 데뷔 10년차를 맞이했다. 뮤지컬 《스토리 오브 마이 라이프》10주년 공연과 콘서트, OST 앨범에 참여하였으며 이후 여러장르의 다양한 뮤지컬 스펙트럼을 보여주기 시작한다. 펜데믹으로 비대면 문화가 확산되며 2020년과 2021년 공연중계가 활성화되면서《개와 고양이의 시간》,《나와 나타샤와 흰 당나귀》,《메리셀리》,《곤투모로우》공연과 공연중계에 출연했고 2022년에는 프랑스 뮤지컬 《킹아더》, 드라마를 극화한 《모래시계》와 판소리를 주제로 하는《서편제》에 출연했고 연말 브로드웨이 뮤지컬《이프덴》과 2023년《오페라의 유령》에 출연했다

## 활동

### 드라마
- 2013년 MBC 일일연속극 《오로라 공주》 ... 나타샤 역
- 2014년 MBC 수목드라마 《개과천선》 ... 이동민 역 (특별출연)
- 2014년 MBC 일일 특별기획 《압구정 백야》 ... 장무엄 역
- 2015년 MBC 아침드라마 《내일도 승리》 ... 나홍주(서홍주) 역
- 2015년 웹드라마 《고품격 짝사랑》 ... 윤지원 역
- 2017년 JTBC 금토드라마 《힘쎈여자 도봉순》 ... 연극배우 송원근 역
- 2017년 tvN 월화드라마 《하백의 신부 2017》 ... 민비서 역
- 2019년 TV CHOSUN 주말드라마 《바벨》 ... 우실장 역

### 뮤지컬
- 2010년 《궁》 ... 이 신 역
- 2011년 《궁》 ... 이 신 역
- 2011년 《렌트 (뮤지컬)》 ... 로저 역
- 2012년 《우리들의 청춘 롤리폴리》 ... 어린 영민 역
- 2012년 《파리의 연인 (뮤지컬)》 ... 윤수혁 역
- 2012년 《김종욱 찾기 (뮤지컬)》 ... 김종욱/첫사랑 역
- 2013년 《아르센 루팡 (뮤지컬)》 ... 이지도르 역
- 2013년 《쓰릴 미》 ... 그(리차드) 역
- 2013년 《아가씨와 건달들》 ... 스카이 역
- 2014년 《아가씨와 건달들 - 여수》 ... 스카이 역
- 2014년 《아가씨와 건달들 - 부산》 ... 스카이 역
- 2014년 《블랙 메리포핀스》 ... 헤르만 역
- 2014년 《쓰릴 미》 ... 그(리차드) 역
- 2015년  뮤지컬 토크 콘서트 Who Am I 24
- 2016년 《키다리 아저씨》 ... 제르비스 역
- 2017년 《쓰릴 미》10주년 ... 그(리차드) 역
- 2017년  특사들 쇼케이스 ... 이준 역
- 2017년 《키다리 아저씨》 ... 제르비스 역
- 2017년 《타이타닉》 ... 짐 파렐 역
- 2018년 《용의자 X의 헌신》 ... 유카와 역
- 2018년 《키다리 아저씨》 ... 제르비스 역
- 2018년-2019년 《스토리 오브 마이 라이프》 ... 토마스 역
- 2019년 《시라노》 ... 크리스티앙 역
- 2019년-2020년《키다리 아저씨》 ... 제르비스 역
- 2019년-2020년 《스토리 오브 마이 라이프》10주년 ... 토마스 역
- 2020년 《Via Air Mail》 ... 파비앙 역
- 2020년 《아랑가》 ... 개로 역
- 2020년 《개와 고양이의 시간》 ... 랩터 역
- 2020년 《나와 나타샤와 흰당나귀》 ... 백석 역
- 2021년 《레드북》 ... 브라운 역
- 2021년 《개와 고양이의 시간》 ... 랩터 역
- 2021년 《곤 투모로우》 ...김옥균 역
- 2022년 《킹아더》 ... 아더 역
- 2022년 《모래시계》 ... 우석 역
- 2022년 《서편제》 ... 동호 역
- 2023년 《이프덴》 ...루카스 역
- 2023년 《오페라의 유령》 ... 라울 역
- 2023년 《레드북》 ...브라운 역
- 2024년 《젠틀맨스 가이드: 사랑과 살인편》 ...몬티 나바로 역
- 2024년 《고스트 베이커리》 ...유령 역
- 2024년 《이프덴》 ...루카스 역

### M/V
- 2012년 아이유 - Good Day (Japanese Ver.)
- 2013년 MATO - 12월 1일
- 2016년 빅브레인 - 아파

## 음반
- 2008년 이불(E-BUL) 싱글앨범 01 (영원..)
- 2009년 이불(E-BUL) 정규1집 Fire In My Heart
- 2009년 런(RUN) EP Face-Off
- 2010년 MBC 신이라 불리운 사나이 OST - 조금씩 지워가요
- 2010년 MBC 장난스런 키스 OST - 널 부른다
- 2015년 MBD 미스터리 음악쇼 복면가왕 - 슬픈바다
- 2016년 MBC 내일도 승리 OST - 오늘도 내일처럼
- 2016년 나 그대에게 모두 드리리(Feat. 베이식, 정은우)
- 2020년 뮤지컬 '스토리 오브 마이 라이프(Story of My Life)' OST 앨범

## 예능
- 2009년 KBS2 《출발 드림팀 시즌2》
- 2015년 MBC 《미스터리 음악쇼 복면가왕》- 오~필승 코리아
- 2016년 SBS 《신의 목소리》
- 2016년 KBS2 《해피투게더 시즌3》

## 광고
- 2009년 멜론 음악이 필요한 순간 (즐거움편) 강소라,R

## 라디오
- 2015년 SBS 파워FM '최화정의 파워타임' 7월 8일
- 2019년 SBS 파워FM '김창렬의 올드스쿨' 7월 18일
- 2019년 SBS 러브FM '김상혁 딘딘의 오빠네 라디오' 7월 30일

## 수상 및 후보
| 연도 | 시상식                 | 부문                       | 비고                                | 결과 |
| ---- | ---------------------- | -------------------------- | ----------------------------------- | ---- |
| 2017 | 제6회 도전 한국인 대상 | 문화예술 부분              | 2017년을 빛낼 도전 한국인 대상 10인 | 수상 |
| 2016 | MBC 연기대상           | 연속극부문 남자 우수연기상 | 내일도 승리                         | 후보 |